# Jacques Janse van Rensburg
Jacques Janse van Rensburg (* 6. September 1987) ist ein ehemaliger südafrikanischer Radrennfahrer.

## Werdegang
Jacques Janse van Rensburg wurde 2005 südafrikanischer Meister im Straßenrennen der Juniorenklasse. Im Erwachsenenbereich wurde er 2008 Gesamtdritter und Sieger der Nachwuchswertung des Giro del Capo nationaler U23-Straßenmeister. Nachdem er 2011 die Bronzemedaille der Afrikameisterschaften im Straßenrennen gewonnen hatte, schloss er sich ab der Saison 2012 dem Professional Continental Team MTN-Qhubeka an, welches ab 2016 als UCI WorldTeam unter dem Namen Dimension Data fuhr.
Für seine neue Mannschaft gewann er mit der Tour of Eritrea 2012 und der Mzansi Tour 2014 seine ersten Wettbewerbe des internationalen Kalenders. Zudem bestritt mit der Vuelta a España 2014 seine erste dreiwöchige Landesrundfahrt, die er auf dem 59. Gesamtrang beendete. Im Februar 2015 wurde van Rensburg südafrikanischer Meister im Straßenrennen. Eine Woche später gewann er die Bronzemedaille im Straßenrennen bei den Afrikameisterschaften. Bei der Tour of Oman 2016, einem Etappenrennen hors categorie, wurde er Gesamtfünfter und gewann die Kombinationswertung.
Nach Ablauf der Saison 2019 beendete er seine Laufbahn als Aktiver.

## Diverses
Jacques Janse van Rensburg ist nicht verwandt mit dem Radrennfahrer Reinardt Janse van Rensburg.

## Erfolge
2005
- Südafrikanischer Meister – Straßenrennen (Junioren)

2008 
- Nachwuchswertung Giro del Capo
- Südafrikanischer Meister – Straßenrennen (U23)

2011
- Afrikameisterschaft – Straßenrennen

2012
- Gesamtwertung und eine Etappe Tour of Eritrea

2014
- Gesamtwertung und eine Etappe Mzansi Tour

2015
- Südafrikanischer Meister – Straßenrennen
- Afrikameisterschaft – Straßenrennen

2016
- Kombinationswertung Tour of Oman

## Grand-Tour-Platzierungen
| Grand Tour            | 2014 | 2015 | 2016 | 2017 | 2018 | 2019 |
| --------------------- | ---- | ---- | ---- | ---- | ---- | ---- |
| Giro d’ItaliaGiro     | –    | –    | –    | 36   | 78   | –    |
| Tour de FranceTour    | –    | 51   | –    | –    | –    | –    |
| Vuelta a EspañaVuelta | 59   | –    | DNF  | 82   | –    | –    |

## Teams
- 2006 Team Konica Minolta (bis 30. September)
- 2007–2008 Team Neotel
- 2009 Trek-Marco Polo
- 2011 Burgos 2016-Castilla y León
- 2012–2019 MTN Qhubeka / Team Dimension Data